# Dev (artist)
Devin Star Tailes, född 2 juli 1989, mer känd under sitt artistnamn Dev, är en amerikansk sångare, låtskrivare, rappare, modell och radiovärd. Hon upptäcktes av The Cataracs när hon gjorde en cover av en Amy Winehouse-låt och lade upp den på MySpace.

## Liv och karriär
Dev föddes i Tracy i Kalifornien av Lisa, en fastighetsmäklare, och Riki Tailes, en målningsentreprenör. Dev växte upp i Manteca och är av mexikanskt och portugisiskt ursprung. När hon var fyra år började hon i tävlingssimning och var med i USA:s olympiska utvecklingsprogram. Hon tog examen från Sierra High School där hon var med i ett band och en kör. Senare började hon på San Joaquin Delta College och studerade engelska och konst.
Hon gjorde en cover av en Amy Winehouse-låt och beskrev den som "superkonstig och superannorlunda". En vän lade upp låten på MySpace och The Cataracs märkte den och kontaktade Dev. Hon hoppade av college under sitt första år för att bli artist. Sex månader senare började radio och MtvU spela Dev och the Cataracs låt "2night". 2009 flyttade Dev till Los Angeles för att producera musik med the Cataracs.
2010 producerade the Cataracs "Like a G6" till Far East Movement och beslöt sig för att använda en vers ur Devs singel "Booty Bounce" som refrängen. "Like a G6" släpptes i april 2010 och nådde topplaceringen på Billboard Hot 100. Låten sålde över två miljoner nedladdningar i USA. Dev släppte sin andra singel, "Bass Down Low", den 7 december 2010. Låten nådde nummer sextioett på Billboard Hot 100 och nummer två på Heatseekers Songs. 2009 började Dev arbeta på sitt debutalbum med the Cataracs. Albumet släpptes under sommaren 2011.

## Teman och musikstil
Devs electrostil och prat-sångstil har jämförts med popsångerskan Kesha. Till detta sa Dev, "Jag är tillräckligt säker på det jag gör för att folk ska se mig för den jag är ... Jag förstår varför folk jämför oss men när de ser mig live kommer de inte anknyta oss lika mycket. Webbplatsen Idolator jämförde henne med Kesha och skrev, "Devs beat är fylligare och hennes låtar är mer electro än pop". The Hollywood Reporter jämförde Devs "futuristiska" och "pulserande" sound med electroclashmusikerna Peaches och Yelle. Devs musikstil har identifierats som electro-crunk, electropop och electro hop.

## Diskografi

### Album
- 2011 – The Night the Sun Came Up
- 2017 – I Only See You When I'm Dreamin'

### Singlar

#### Som huvudartist
| År   | Titel                          | Högsta placering |
| År   | Titel                          | USA              |
| ---- | ------------------------------ | ---------------- |
| 2009 | "Fireball"                     | —                |
| 2010 | "Booty Bounce"                 | —                |
| 2010 | "Bass Down Low"                | 61               |
| 2011 | "In the Dark"                  | 11               |
| 2011 | "Kiss My Lips"                 | —                |
| 2012 | "Naked" (med Enrique Iglesias) | —                |

#### Som gästartist
| År   | Titel                                                                      | Högsta placering | Högsta placering | Högsta placering | Högsta placering | Album            |
| År   | Titel                                                                      | USA              | AUS              | KAN              | NZ               | Album            |
| ---- | -------------------------------------------------------------------------- | ---------------- | ---------------- | ---------------- | ---------------- | ---------------- |
| 2010 | "Like a G6" (Far East Movement med The Cataracs och Dev)                   | 1                | 2                | 3                | 1                | Free Wired       |
| 2010 | "We Be Mobbin" (Bobby Brackins med Dev)                                    | —                | —                | —                | —                | inget album      |
| 2010 | "Sunrise" (The Cataracs med Dev)                                           | —                | —                | —                | —                | inget album      |
| 2011 | "Backseat" (New Boyz med The Cataracs och Dev)                             | 26               | 89               | 52               | 28               | Too Cool to Care |
| 2011 | "Top of the World" (The Cataracs med Dev)                                  | —                | —                | —                | —                | 12               |
| 2011 | "She Makes Me Wanna" (JLS med Dev)                                         | —                | —                | —                | —                | Jukebox          |
| 2011 | "Hey Hey Hey (Pop Another Bottle)" (Laurent Wery och Swift K.I.D. och Dev) | —                | —                | —                | —                | inget album      |
| 2011 | "Hotter Than Fire" (Eric Saade och Dev)                                    | —                | —                | —                | —                | Saade Vol. 2     |